# Edmund Morgan (historiador)
Edmund Sears Morgan (Minneapolis, 17 de janeiro de 1916 — New Haven, 8 de julho de 2013) foi um historiador norte-americano e uma eminente autoridade em história americana primitiva. Ele foi o professor na Universidade de Yale, onde lecionou de 1955 a 1986. Se especializou em história colonial americana, com alguma atenção à história inglesa. Thomas S. Kidd diz que ele era conhecido por seu estilo de escrita incisivo, "simplesmente um dos melhores estilistas de prosa acadêmica que a América já produziu". Cobriu muitos tópicos, incluindo puritanismo, ideias políticas, a Revolução Americana, escravidão, historiografia, vida familiar e numerosos notáveis como Benjamin Franklin.

## Livros
- The Puritan Family: Religion and Domestic Relations in 17th-Century New England (1944) online
- Virginians at Home: Family Life in the Eighteenth Century (1952)
- The Stamp Act Crisis: Prologue to Revolution (1953), com Helen M. Morgan
- The Birth of the Republic, 1763–89 (1956; 4th ed. 2012) online
- The Puritan Dilemma: The Story of John Winthrop (1958) online
- The American Revolution: A Review of Changing Interpretations (1958)
- The Mirror of the Indian (1958)
- Editor, Prologue to the Revolution: Sources and Documents on the Stamp Act Crisis, 1764–1766 (1959)
- The Gentle Puritan: A Life of Ezra Stiles, 1727–1795 (1962) online
- The National Experience: A History of the United States (1963) co-autor do livro; várias edições
- Visible Saints: The History of a Puritan Idea (1963)
- Editor, The Founding of Massachusetts: Historians and the Sources (1964)
- The American Revolution: Two Centuries of Interpretation (1965)
- Puritan Political Ideas, 1558–1794 (1965) online
- The Diary of Michael Wigglesworth, 1653–1657: The Conscience of a Puritan (1965)
- The Puritan Family ([1944] 1966)
- Roger Williams: The Church and the State (1967) online
- So What About History? (1969)
- American Slavery, American Freedom: The Ordeal of Colonial Virginia (1975)
- The Meaning of Independence: John Adams, George Washington, and Thomas Jefferson (1976, reimpressão com novo prefácio, 2004)
- The Genius of George Washington (1980)
- Inventing the People: The Rise of Popular Sovereignty in England and America (1988)
- Benjamin Franklin (Yale University Press, 2002) online
- The Genuine Article: A Historian Looks at Early America (2004), ensaios de revisão selecionados da New York Review of Books online
- American Heroes: Profiles of Men and Women Who Shaped Early America (2009), ensaios biográficos online

## Artigos selecionados
- Morgan, Edmund S. (1937). «The Case against Anne Hutchinson». The New England Quarterly. 10 (4): 635–649. JSTOR 359929. doi:10.2307/359929
- Morgan, Edmund S. (1942). «The Puritans and Sex». The New England Quarterly. 15 (4): 591–607. JSTOR 361501. doi:10.2307/361501
- Morgan, Edmund S. (1948). «Colonial Ideas of Parliamentary Power 1764-1766». The William and Mary Quarterly. 5 (3): 311–341. JSTOR 1923462. doi:10.2307/1923462
- Morgan, Edmund S. (1948). «Thomas Hutchinson and the Stamp Act». The New England Quarterly. 21 (4): 459–492. JSTOR 361566. doi:10.2307/361566
- Morgan, Edmund S. (1950). «The Postponement of the Stamp Act». The William and Mary Quarterly. 7 (3): 353–392. JSTOR 1917228. doi:10.2307/1917228
- Morgan, Edmund S. (1954). «Ezra Stiles: The Education of a Yale Man, 1742-1746». Huntington Library Quarterly. 17 (3): 251–268. JSTOR 3816428. doi:10.2307/3816428
- Morgan, Edmund S. (1957). «The American Revolution: Revisions in Need of Revising». The William and Mary Quarterly. 14 (1): 3–15. JSTOR 1917368. doi:10.2307/1917368
- Morgan, Edmund S. (1957). «Ezra Stiles and Timothy Dwight». Proceedings of the Massachusetts Historical Society. 72: 101–117. JSTOR 25080517
- Morgan, Edmund S. (1967). «The Puritan Ethic and the American Revolution». The William and Mary Quarterly. 24 (1): 4–43. JSTOR 1920560. doi:10.2307/1920560
- Morgan, Edmund S. (1971). «The First American Boom: Virginia 1618 to 1630». The William and Mary Quarterly. 28 (2): 170–198. JSTOR 1917308. doi:10.2307/1917308
- Morgan, Edmund S. (1971). «The Labor Problem at Jamestown, 1607-18». The American Historical Review. 76 (3): 595–611. JSTOR 1851619. doi:10.2307/1851619
- Morgan, Edmund S. (1972). «Slavery and Freedom: The American Paradox». The Journal of American History. 59 (1): 5–29. JSTOR 1888384. doi:10.2307/1888384
- Morgan, Edmund S. (1983). «The World and William Penn». Proceedings of the American Philosophical Society. 127 (5): 291–315. JSTOR 986499
- Morgan, Edmund S. (1986). «Safety in Numbers: Madison, Hume, and the Tenth 'Federalist'». Huntington Library Quarterly. 49 (2): 95–112. JSTOR 3817178. doi:10.2307/3817178
- Morgan, Edmund S. (1987). «John Winthrop's 'Modell of Christian Charity' in a Wider Context». Huntington Library Quarterly. 50 (2): 145–151. JSTOR 3817255. doi:10.2307/3817255